# Choix
Choix is een stadje in de Mexicaanse deelstaat Sinaloa. Choix heeft 8.135 inwoners (census 2005) en is de hoofdplaats van de gemeente Choix.
Choix werd in 1564 gesticht door Francisco de Ibarra.